# 达·芬奇陨石坑

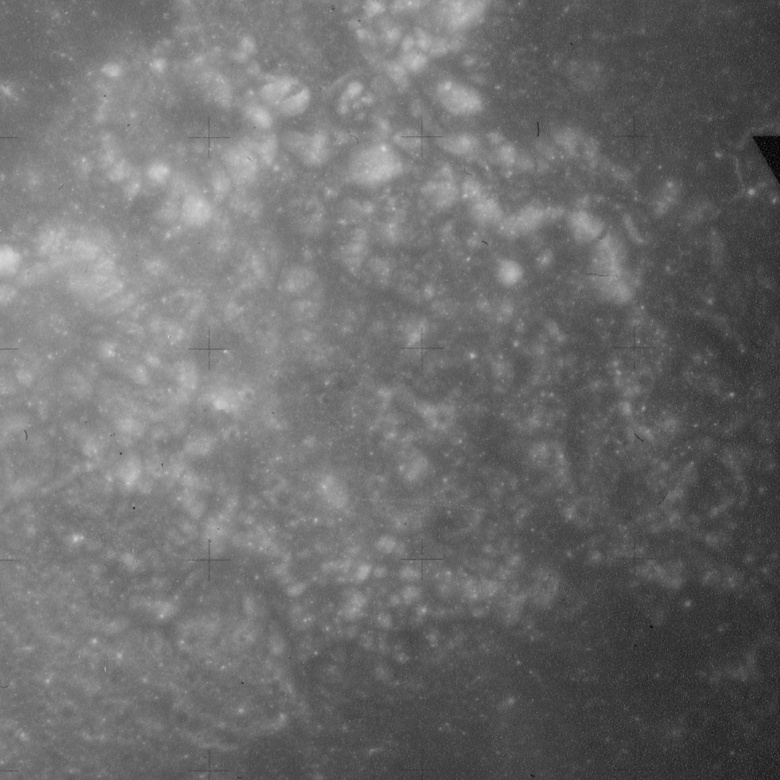
阿波罗15号测绘相机在太阳直射时拍摄的图像，显示出了反照率的差异而非地貌上的不同

达·芬奇陨石坑（da Vinci）是位于月球正面静海东边沿上的一座撞击坑残迹，其名称取自意大利文艺复兴时期著名艺术家、科学家暨发明家列奥纳多·达·芬奇(1452年-1519年前)，1935年被国际天文学联合会批准接受。

## 描述
该陨坑西、北二侧月表区为崎岖的山区地形，沿西侧、西北及北面分别毗邻比它更小的柯西陨石坑、莱尔陨石坑和克赖尔陨石坑，东北是直径16公里的圆碗状坑-格莱舍陨石坑，被熔岩淹没的瓦茨陨石坑靠近它的东侧，它的东南和东南偏南分布了更小麻田陨石坑、卡梅伦陨石坑及较大的塔伦修斯环形山，而低浅的劳伦斯陨石坑则横亘在它的西南。此外，达·芬奇陨石坑西北背靠和谐湾、北面和东北分别濒临睡沼和危海、而南面及西南偏南则分别坐落了丰富海和绵延数十公里的塞奇山脉。该陨坑中心月面坐标为9°06′N 44°57′E / 9.10°N 44.95°E，直径37.46公里，深约2.150公里。
达·芬奇陨石坑已严重损毁和变形，外观几乎难以辨别。其低矮的东段及西北侧一部分边缘仍残留有一些原有的坑壁，但它们现在更象是一些弯曲的山脊，而沿南北二侧坑壁则分布有宽窄不同的裂口。该陨坑残壁最大高出周边地形1000米，内部容积约1026.88公里3。坑内地表崎岖不齐，部分地表已发生改变。坑底中心附近坐落有一群中央峰，其中主峰高达2000米，它北面的4座山峰高约800-100米不等。东南侧坑壁外一道低矮的山脊一直伸向了瓦茨陨石坑附近。

## 卫星陨石坑
按惯例，最靠近达·芬奇陨石坑的卫星坑在月图上以字母标注在该坑中心点的旁边。

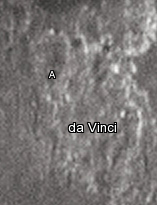
卫星坑图

| 达·芬奇 | 纬度    | 经度     | 直径      |
| ------- | ------- | -------- | --------- |
| A       | 9.66° N | 44.20° E | 15.93公里 |

## 另请参阅
- Andersson, L. E.; Whitaker, E. A. . NASA RP-1097. 1982.
- Blue, Jennifer. . USGS. July 25, 2007  [2007-08-05]. （原始内容存档于2018-12-25）.
- Bussey, B.; Spudis, P. . New York: Cambridge University Press. 2004. ISBN 978-0-521-81528-4.
- Cocks, Elijah E.; Cocks, Josiah C. . Tudor Publishers. 1995. ISBN 978-0-936389-27-1.
- McDowell, Jonathan. . Jonathan's Space Report. July 15, 2007  [2007-10-24]. （原始内容存档于2018-12-25）.
- Menzel, D. H.; Minnaert, M.; Levin, B.; Dollfus, A.; Bell, B. . Space Science Reviews. 1971, 12 (2): 136–186. Bibcode:1971SSRv...12..136M. doi:10.1007/BF00171763.
- Moore, Patrick. . Sterling Publishing Co. 2001. ISBN 978-0-304-35469-6.
- Price, Fred W. . Cambridge University Press. 1988. ISBN 978-0-521-33500-3.
- Rükl, Antonín. . Kalmbach Books. 1990. ISBN 978-0-913135-17-4.
- Webb, Rev. T. W.  6th revised. Dover. 1962. ISBN 978-0-486-20917-3.
- Whitaker, Ewen A. . Cambridge University Press. 1999. ISBN 978-0-521-62248-6.
- Wlasuk, Peter T. . Springer. 2000. ISBN 978-1-85233-193-1.